# 宝庆竹刻
宝庆竹刻是今天湖南省邵阳市的中国竹刻艺术的一种，是首批中国国家非物质文化遗产，明朝中期，宝庆竹刻、嘉定竹刻、金陵竹刻形成了当时鼎盛的三大竹刻派系。

## 沿革
邵阳市，旧时候被称为宝庆府，这里自古以来就盛产南竹，是中国竹文化的发祥地之一。

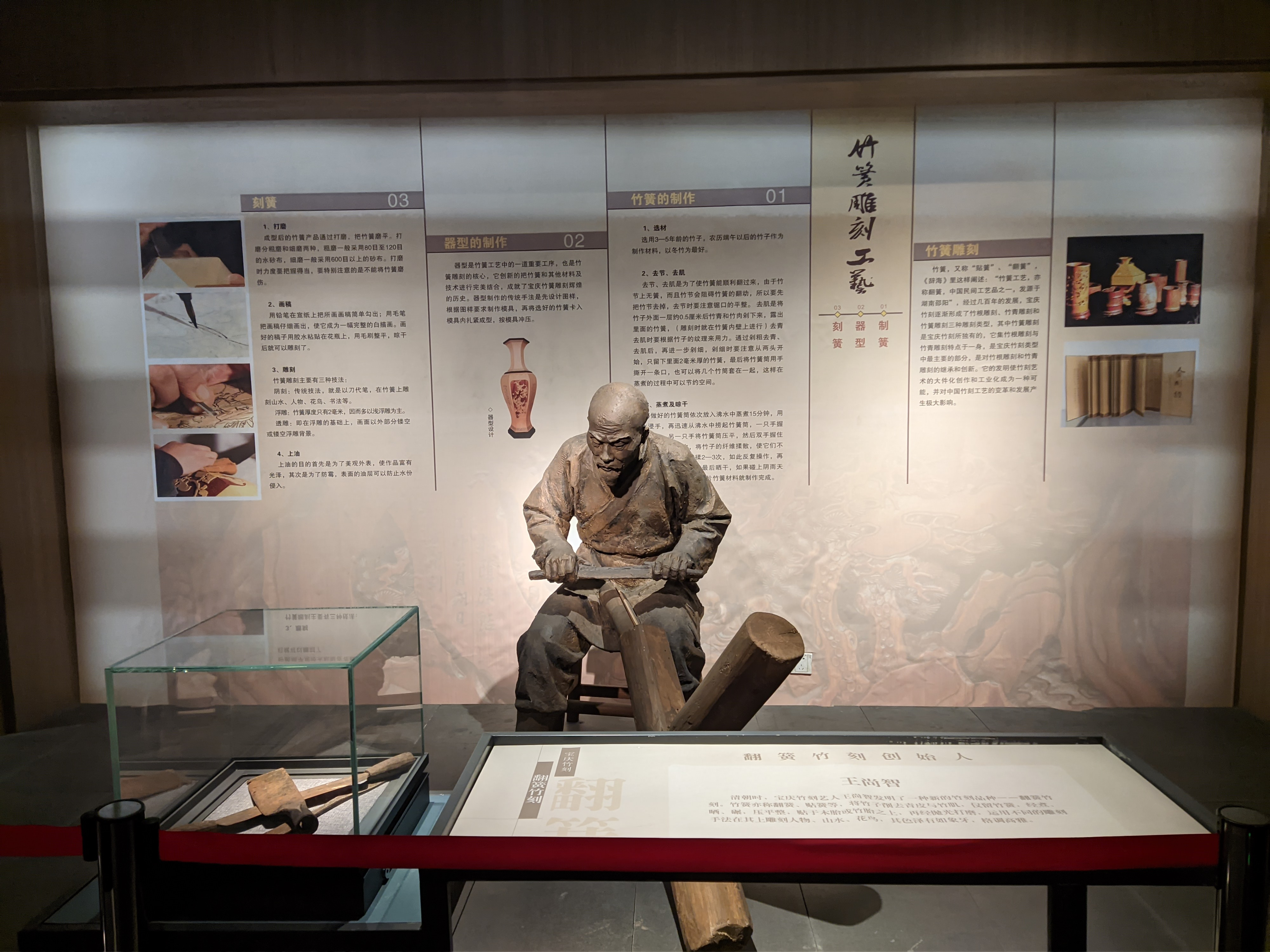

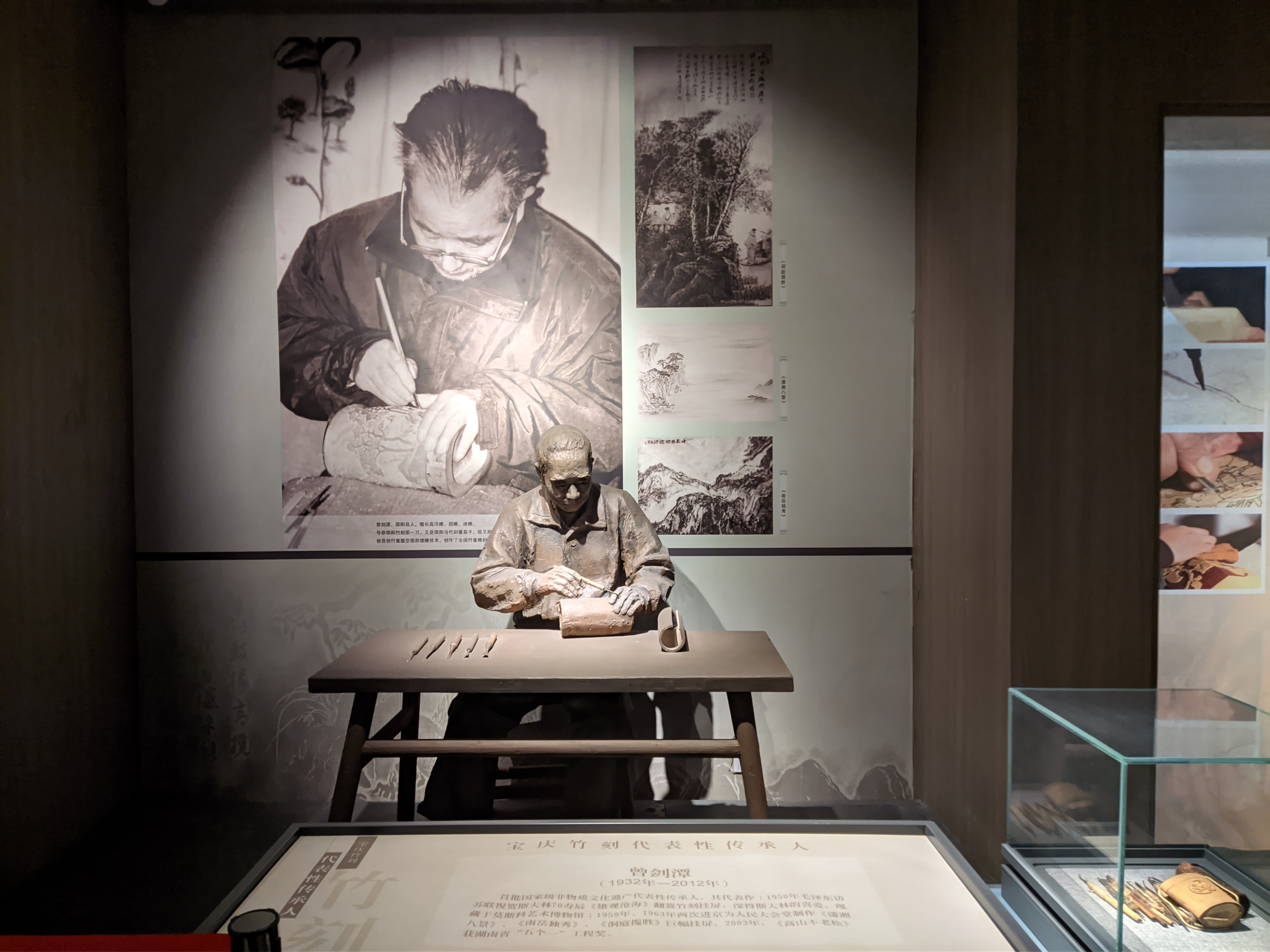

### 明朝
宝庆竹刻起源于明朝，它既可以观赏，又很实用，是一种民间工艺。
明朝崇祯年间《宝庆府志》写道：“宝庆府竹类南竹即大竹，工匠积器为用……问万历间云山中有好事者，就竹势之态，饰人物、山水、花鸟于上，或琢饰玲珑小器，供于茶肆或文房。”
现存最早的宝庆竹刻作品是明清之际潘一龙的竹雕笔筒。与潘一龙同时期的艺人王嗣乾则没有作品流传下来。
明朝中晚期和清朝早期，宝庆竹刻主要是“圆雕”和“透雕”的雕刻方法。

### 清朝
清朝康熙年间，宝庆府艺人们发明了“翻簧”和“竹簧”方法，带给了中国竹刻艺术的变革和创新。
竹簧发明者王尚智。
1751年，乾隆帝南巡时期，看到竹刻器物，爱不释手。
当时艺人李昌元以制作“食箧”和“书箧”而名重一时，最终成了宫廷竹刻师。

### 中华民国
1915年9月7日，美国加利福尼亚州旧金山“太平洋万国巴拿马博览会”上，翻簧竹刻得到了“金质奖”。
1925年，美国加利福尼亚州旧金山“太平洋万国巴拿马博览会”上，宝庆竹刻得到了“银质奖”。

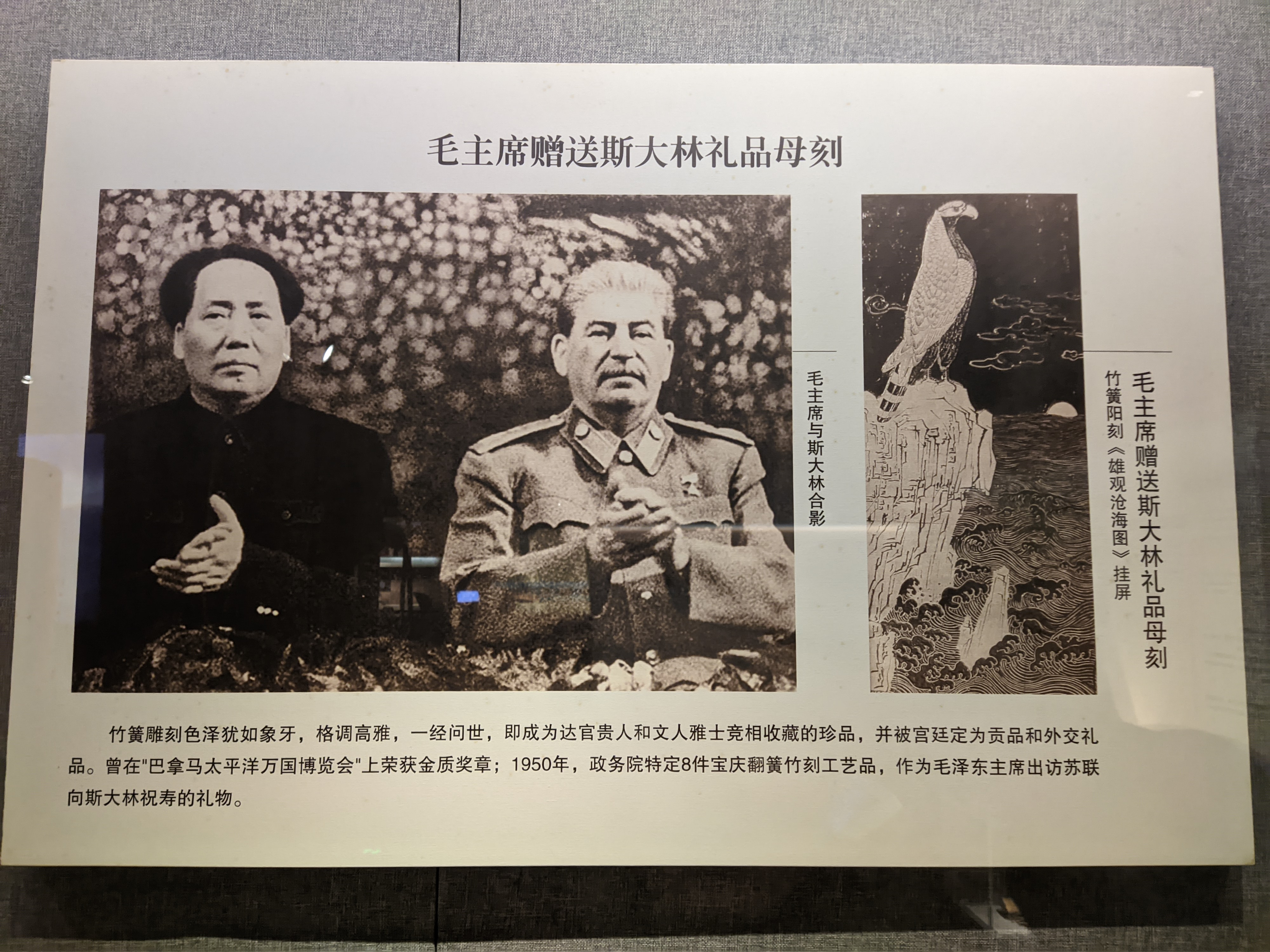

### 中华人民共和国
1950年，苏联领导人斯大林70寿诞，毛泽东带了8件翻簧竹刻品到苏联给他庆寿，其中，“雄观沧海”现存于莫斯科艺术博物馆。
1959年7月，人民大会堂湖南厅展览了“潇湘八景”翻簧竹刻品。
1963年，人民大会堂贵宾厅制作了巨幅竹簧雕刻画“洞庭岳阳楼”和“南岳衡山”。

## 类别

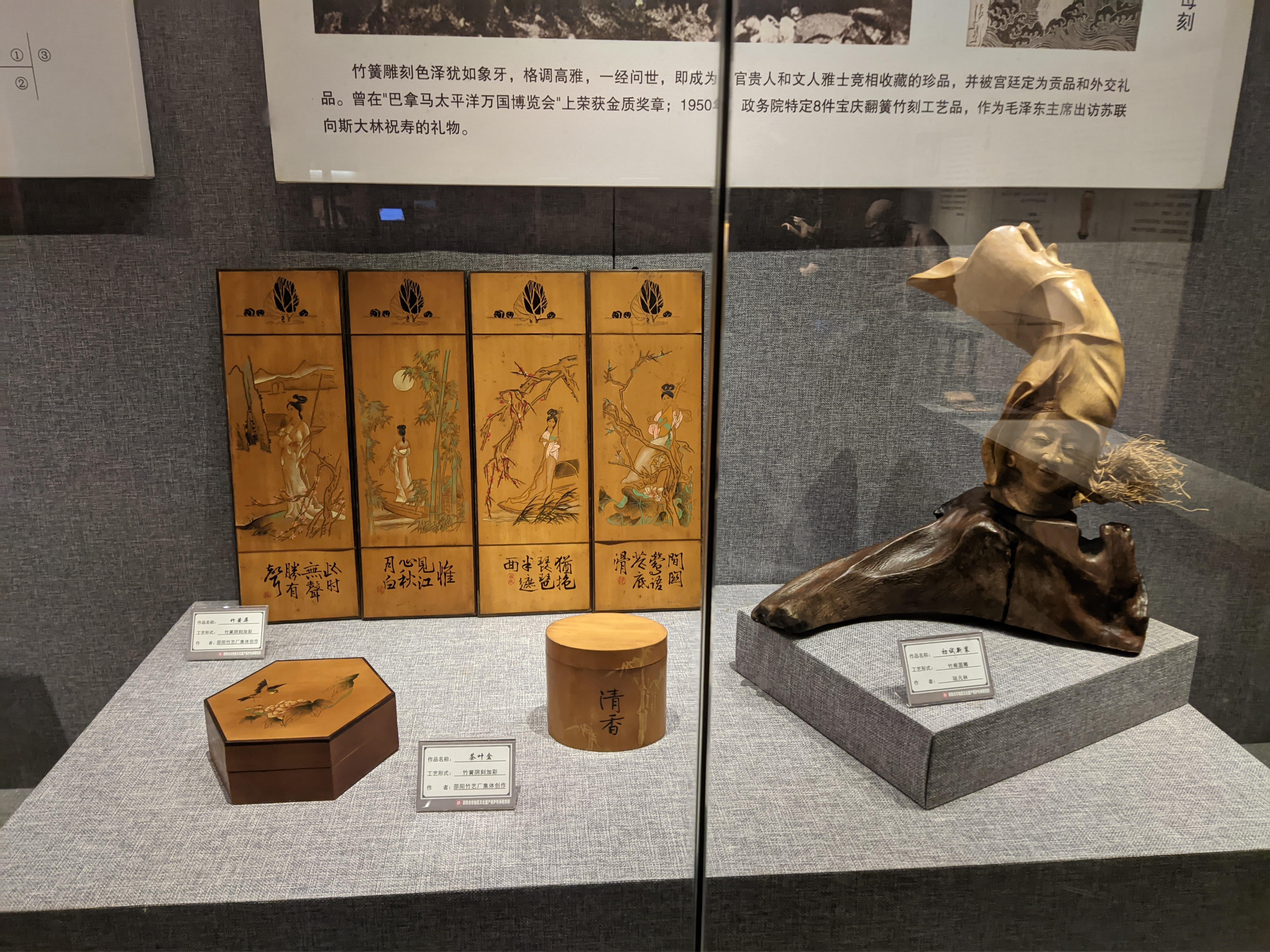

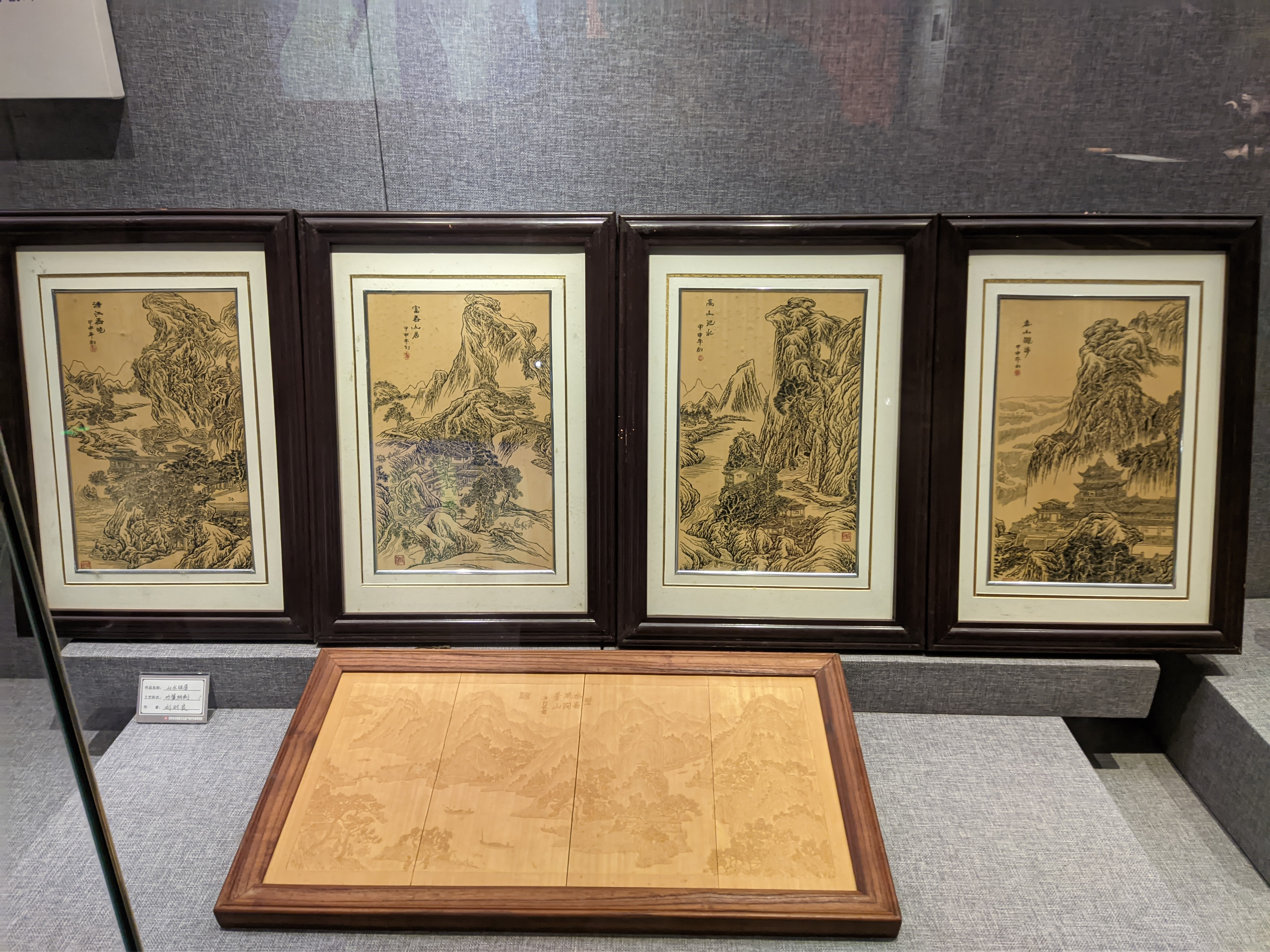

宝庆竹刻分为“竹根雕刻”、“竹青雕刻”、“竹簧雕刻”。

### 竹根雕刻
竹根雕刻是以竹子的根部进行雕刻，作品主要特点是粗犷、大气、古朴、民间色彩浓厚，主要技法是凿、削、雕、刻。

### 竹青雕刻
竹青雕刻是以竹子筒茎进行雕刻。主要作品是笔筒、笔海、牌匾。

### 竹簧雕刻
竹簧雕刻主要是把竹簧压成平面与木板胶合，再进行雕刻，这是宝庆竹刻的特色。
清朝文人纪晓岚曾赋诗一首：“瘦骨碧檀奕，颇识此君面。谁信空洞中，自藏心一片。凭君熨帖平，展出分明看。”

## 文化

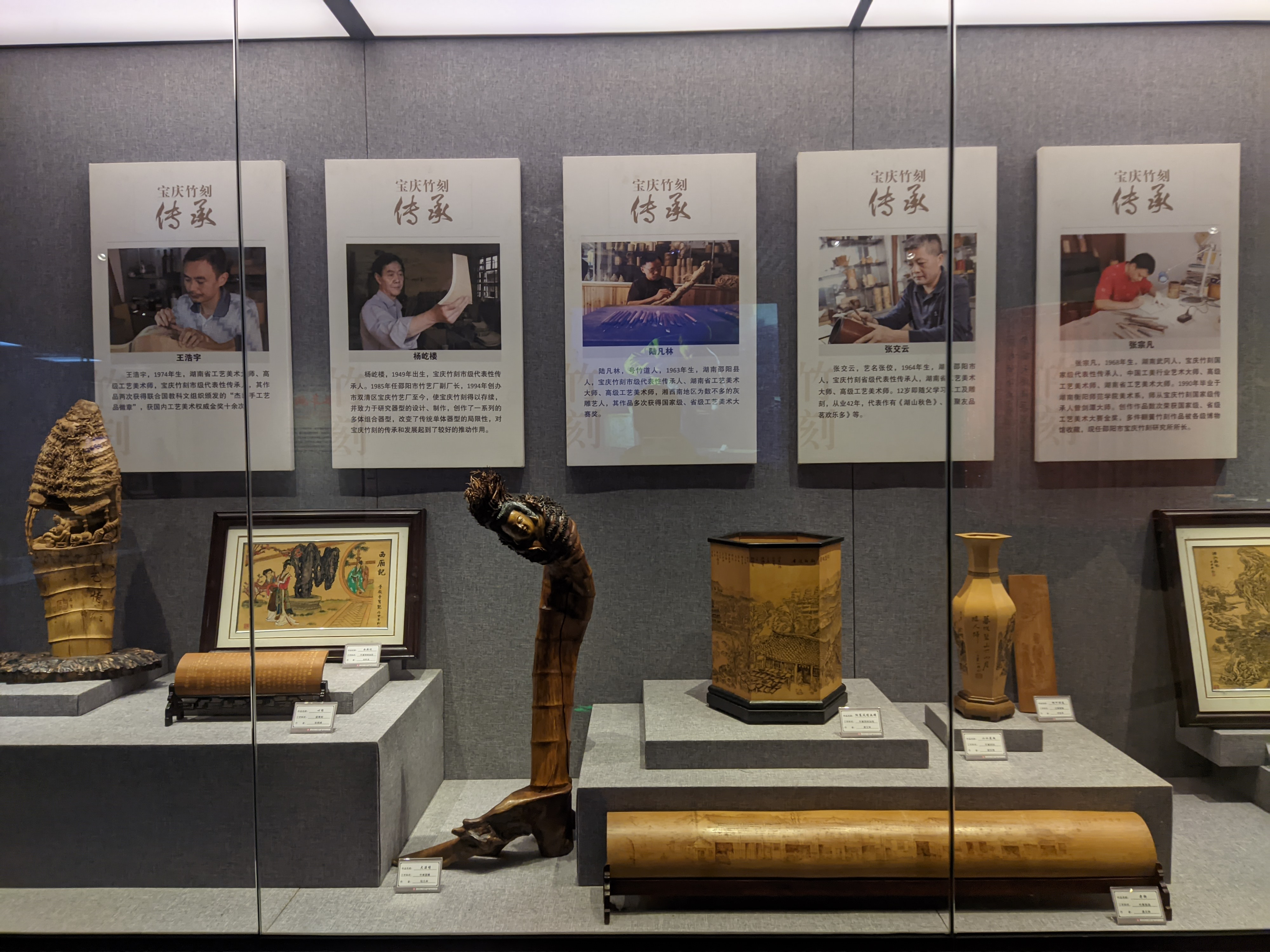

### 吸收和融合
嘉定竹刻主要以“朱氏”（朱鹤、朱缨、朱稚征）为代表，特点是“高、深、透”；金陵竹刻以“浅浮雕”（水磨器）技法表现。
宝庆竹刻融合了嘉定竹刻、金陵竹刻的优点，而且吸收了木雕、石雕、国画、版画、书法、金石等艺术的精华，有刀法、有技法、有画质、有形象、有造型、有意境、有情趣。

### 保护
2006年，中華人民共和國政府把宝庆竹刻列入全国第一批“非物质文化遗产名录”。